# Campo (Californië)
Campo is een plaats (census-designated place) in het uiterste zuiden van de Amerikaanse staat Californië en valt bestuurlijk onder San Diego County. Volgens de volkstelling van 2010 wonen er 2.684 mensen. Tot 1946 had het Amerikaanse leger een militaire basis in Campo, genaamd Camp Lockett. Tijdens de Tweede Wereldoorlog waren de uitsluitend Afro-Amerikaanse 10e en 28e cavalerieregimenten, bijgenaamd Buffalo Soldiers, er gestationeerd.
De zuidelijke terminus van het Pacific Crest Trail, een langeafstandspad van 4260 km tot aan de Canadese grens, bevindt zich in de buurt van Campo.